# جبل الدعالي
جبل الدعالي أي «جبل القنافذ»، هو ثاني جبل يقع في جزيرة أبو موسى في جنوب الخليج العربي.

## مناجم الأكسيد الأحمر في الجبل
تقع مناجم للأوكسيد الأحمر في الجزء الشمال الشرقي من الجبل، ويمتلك شيوخ رأس الخيمة حوالي عشرة فدانات من المناجم في الجهة الشمالية من الجزيرة، وتمتلك شركة صن فالي كولون كومباني أوف ويك البريطانية مناجم الأوكسيد الأحمر وفق الامتياز الذي منحه اياها حاكم الشارقة.

## قراءة إضافية
1. الترمدي، جلال، احمد (الجزر العربية الثلاث، دراسة وثائقية) دار القلم: کویت، عام 1981 للميلاد.
2. الفارسی، سالم، بن محمد، (القلاع والحصون فی الإمارات)
3. لفتنانت کونیل، سیر آرنولد ویلسون،  «(تاریخ عمان والخلیج)»  . انتشار عام 1988 للميلاد.
4. دکتر: المجد، کمال، احمد، (دولة الإمارات العربیة المتحدة، دراسة مسحیة شاملة) . الشركة المصریة للطباعة والنشر: القاهرة، عام 1978 للميلاد.
5. مدينة بندر لنجة حاضرة حكم القواسم على الضفة الشرقية للخليج العربي.
6. الألماني كارستن نيبور الذي عاش ما بين 1733 - 1815 على هذه القبائل ومناطقهم: ( إمارات عرب الهولة).
7. الوثائق البريطانية في حماية الخليج من اطماع الفارسية.

## أنظر أيضاًً
- جبل الحديد